# Nuovo alfabeto turco
Le denominazioni nuovo alfabeto turco, alfabeto turchico comune o alfabeto panturco possono riferirsi a due differenti sistemi di scrittura che utilizzano l'alfabeto latino per scrivere diverse lingue turche.
Il primo venne sviluppato in Unione Sovietica negli anni '30 del XX secolo; l'attuale  è un alfabeto di 34 lettere riconosciuto dal Consiglio turco. Le sue lettere sono le seguenti
| Maiuscole | A | Ä | B | C | Ç | D | E | F | G | Ğ | H | I | İ | J | K | L | M | N | Ñ | O | Ö | P | Q | R | S | Ş | T | U | Ü | V | W | X | Y | Z |
| Minuscole | a | ä | b | c | ç | d | e | f | g | ğ | h | ı | i | j | k | l | m | n | ñ | o | ö | p | q | r | s | ş | t | u | ü | v | w | x | y | z |

- Le vocali lunghe sono rappresentate mediante un accento circonflesso: Â, Ê, Î, Ô, Û.

## Classificazione dei suoni
Le lingue turche e le loro scritture sono largamente fonetiche, il che significa che la pronuncia di una parola di solito può essere derivata dalla sua ortografia. Questa regola generale esclude recenti prestiti ed anche i nomi.
Le vocali sono, in ordine alfabetico, a, ä, e, ı, i, o, ö, u, ü.
| 1. Ää=Əə=Эə |  |  |  |  |  |  |  |  |  | 2. Č=J |  |  |  |  |  |  |  |  |  | 3. Š=Ť e Ž=Ď |  |  |  |  |  |  |  |  |  | 4. Ț=T+S e Ḑ=D+Z |  |  |  |  |  |  |  |  |  | 5. Ṡ=ص and Ḋ=ض |  |  |  |  |  |  |  |  |  | 6. Ṫ=ط and Ż=ظ |

| 7. Lunghe: Â, Ê, Î, Ô, Û. |  |  |  |  |  |  | 8. Brevi: Ă, Ĕ, Ĭ, Ŏ, Ŭ. |  |  |  |  |  |  |  |

- Le semi-vocali vengono rappresentate così: Ă, Ĕ, Ĭ, Ŏ, Ŭ.

## In URSS
Il nuovo alfabeto turco (o alfabeto turco uniformato) venne usato dalle popolazioni non-slave dell'URSS; esso utilizzava lettere latine, esclusa la "w". Alcune lettere addizionali vennero introdotte in questo alfabeto.
| Alfabeto Uniforme Turco | Alfabeto Uniforme Turco | Alfabeto Uniforme Turco | Alfabeto Uniforme Turco | Alfabeto Uniforme Turco | Alfabeto Uniforme Turco | Alfabeto Uniforme Turco | Alfabeto Uniforme Turco | Alfabeto Uniforme Turco | Alfabeto Uniforme Turco | Alfabeto Uniforme Turco | Alfabeto Uniforme Turco | Alfabeto Uniforme Turco | Alfabeto Uniforme Turco | Alfabeto Uniforme Turco | Alfabeto Uniforme Turco | Alfabeto Uniforme Turco | Alfabeto Uniforme Turco | Alfabeto Uniforme Turco | Alfabeto Uniforme Turco | Alfabeto Uniforme Turco | Alfabeto Uniforme Turco | Alfabeto Uniforme Turco | Alfabeto Uniforme Turco | Alfabeto Uniforme Turco | Alfabeto Uniforme Turco | Alfabeto Uniforme Turco | Alfabeto Uniforme Turco | Alfabeto Uniforme Turco | Alfabeto Uniforme Turco | Alfabeto Uniforme Turco | Alfabeto Uniforme Turco | Alfabeto Uniforme Turco |
| ----------------------- | ----------------------- | ----------------------- | ----------------------- | ----------------------- | ----------------------- | ----------------------- | ----------------------- | ----------------------- | ----------------------- | ----------------------- | ----------------------- | ----------------------- | ----------------------- | ----------------------- | ----------------------- | ----------------------- | ----------------------- | ----------------------- | ----------------------- | ----------------------- | ----------------------- | ----------------------- | ----------------------- | ----------------------- | ----------------------- | ----------------------- | ----------------------- | ----------------------- | ----------------------- | ----------------------- | ----------------------- | ----------------------- |
| A                       | B                       | C                       | Ç                       | D                       | E                       | Ə                       | F                       | G                       | Ƣ                       | H                       | X                       | İ                       | J                       | K                       | Q                       | L                       | M                       | N                       | N̡                       | O                       | Ɵ                       | P                       | R                       | S                       | Ş                       | T                       | U                       | Y                       | V                       | Z                       | Ƶ                       | Ь                       |
| a                       | b                       | c                       | ç                       | d                       | e                       | ə                       | f                       | g                       | ƣ                       | h                       | x                       | i                       | j                       | k                       | q                       | l                       | m                       | n                       | ᶇ                       | o                       | ɵ                       | p                       | r                       | s                       | ş                       | t                       | u                       | y                       | v                       | z                       | ƶ                       | ь                       |

- N̡ᶇ : ( )